# 亨特斯溪 (佛羅里達州)
亨特斯溪（英語：Hunter's Creek）是位於美國佛羅里達州橙縣的一個人口普查指定地區。

## 地理
亨特斯溪的座標為28°21′26″N 81°25′43″W / 28.35722°N 81.42861°W，而該地最高點為海拔高度27米（即89英尺）。

## 人口
根據2010年美國人口普查的數據，亨特斯溪的面積為9.90平方千米，當中陸地面積為9.90平方千米，而水域面積為0.00平方千米。當地共有人口14321人，而人口密度為每平方千米1,446人。